# Le Plessis-Brion
Le Plessis-Brion és un municipi francès, situat al departament de l'Oise i a la regió dels Alts de França. L'any 2007 tenia 1.460 habitants.

## Demografia

### Població
El 2007 la població de fet de Le Plessis-Brion era de 1.460 persones. Hi havia 581 famílies de les quals 132 eren unipersonals (56 homes vivint sols i 76 dones vivint soles), 229 parelles sense fills, 188 parelles amb fills i 32 famílies monoparentals amb fills.
La població ha evolucionat segons el següent gràfic:
Habitants censats

### Habitatges
El 2007 hi havia 628 habitatges, 601 eren l'habitatge principal de la família, 2 eren segones residències i 25 estaven desocupats. 590 eren cases i 36 eren apartaments. Dels 601 habitatges principals, 489 estaven ocupats pels seus propietaris, 108 estaven llogats i ocupats pels llogaters i 4 estaven cedits a títol gratuït; 3 tenien una cambra, 36 en tenien dues, 80 en tenien tres, 204 en tenien quatre i 278 en tenien cinc o més. 497 habitatges disposaven pel capbaix d'una plaça de pàrquing. A 296 habitatges hi havia un automòbil i a 269 n'hi havia dos o més.

### Piràmide de població
La piràmide de població per edats i sexe el 2009 era:
| Homes | Edats   | Dones |
| ----- | ------- | ----- |
| 0     | 95 o +  | 0     |
| 0     | 90 a 94 | 4     |
| 4     | 85 a 89 | 4     |
| 8     | 80 a 84 | 4     |
| 20    | 75 a 79 | 28    |
| 28    | 70 a 74 | 40    |
| 68    | 65 a 69 | 40    |
| 52    | 60 a 64 | 56    |
| 28    | 55 a 59 | 36    |
| 56    | 50 a 54 | 60    |
| 88    | 45 a 49 | 48    |
| 32    | 40 a 44 | 52    |
| 56    | 35 a 39 | 44    |
| 64    | 30 a 34 | 64    |
| 52    | 25 a 29 | 60    |
| 28    | 20 a 24 | 32    |
| 24    | 15 a 19 | 16    |
| 40    | 10 a 14 | 44    |
| 60    | 5 a 9   | 36    |
| 32    | 0 a 4   | 44    |

## Economia
El 2007 la població en edat de treballar era de 934 persones, 664 eren actives i 270 eren inactives. De les 664 persones actives 628 estaven ocupades (337 homes i 291 dones) i 36 estaven aturades (12 homes i 24 dones). De les 270 persones inactives 115 estaven jubilades, 67 estaven estudiant i 88 estaven classificades com a «altres inactius».

### Ingressos
El 2009 a Le Plessis-Brion hi havia 599 unitats fiscals que integraven 1.453,5 persones, la mediana anual d'ingressos fiscals per persona era de 21.102 €.

### Activitats econòmiques
Dels 30 establiments que hi havia el 2007, 1 era d'una empresa extractiva, 1 d'una empresa alimentària, 1 d'una empresa de fabricació d'altres productes industrials, 8 d'empreses de construcció, 2 d'empreses de comerç i reparació d'automòbils, 1 d'una empresa de transport, 2 d'empreses d'hostatgeria i restauració, 2 d'empreses financeres, 2 d'empreses immobiliàries, 3 d'empreses de serveis, 3 d'entitats de l'administració pública i 4 d'empreses classificades com a «altres activitats de serveis».
Dels 10 establiments de servei als particulars que hi havia el 2009, 1 era un paleta, 1 fusteria, 1 lampisteria, 3 electricistes, 1 empresa de construcció, 2 perruqueries i 1 veterinari.
Dels 2 establiments comercials que hi havia el 2009, 1 era una botiga de més de 120 m² i 1 una botiga de menys de 120 m².

## Equipaments sanitaris i escolars
El 2009 hi havia 1 escola maternal i 1 escola elemental.

## Poblacions més properes
El següent diagrama mostra les poblacions més properes.